# Nissafors
Nissafors – miejscowość (tätort) w Szwecji, w regionie administracyjnym (län) Jönköping, w gminie Gnosjö.
Według danych Szwedzkiego Urzędu Statystycznego liczba ludności wyniosła: 273 (31 grudnia 2015), 312 (31 grudnia 2018) i 304 (31 grudnia 2019).